# Allan Edson

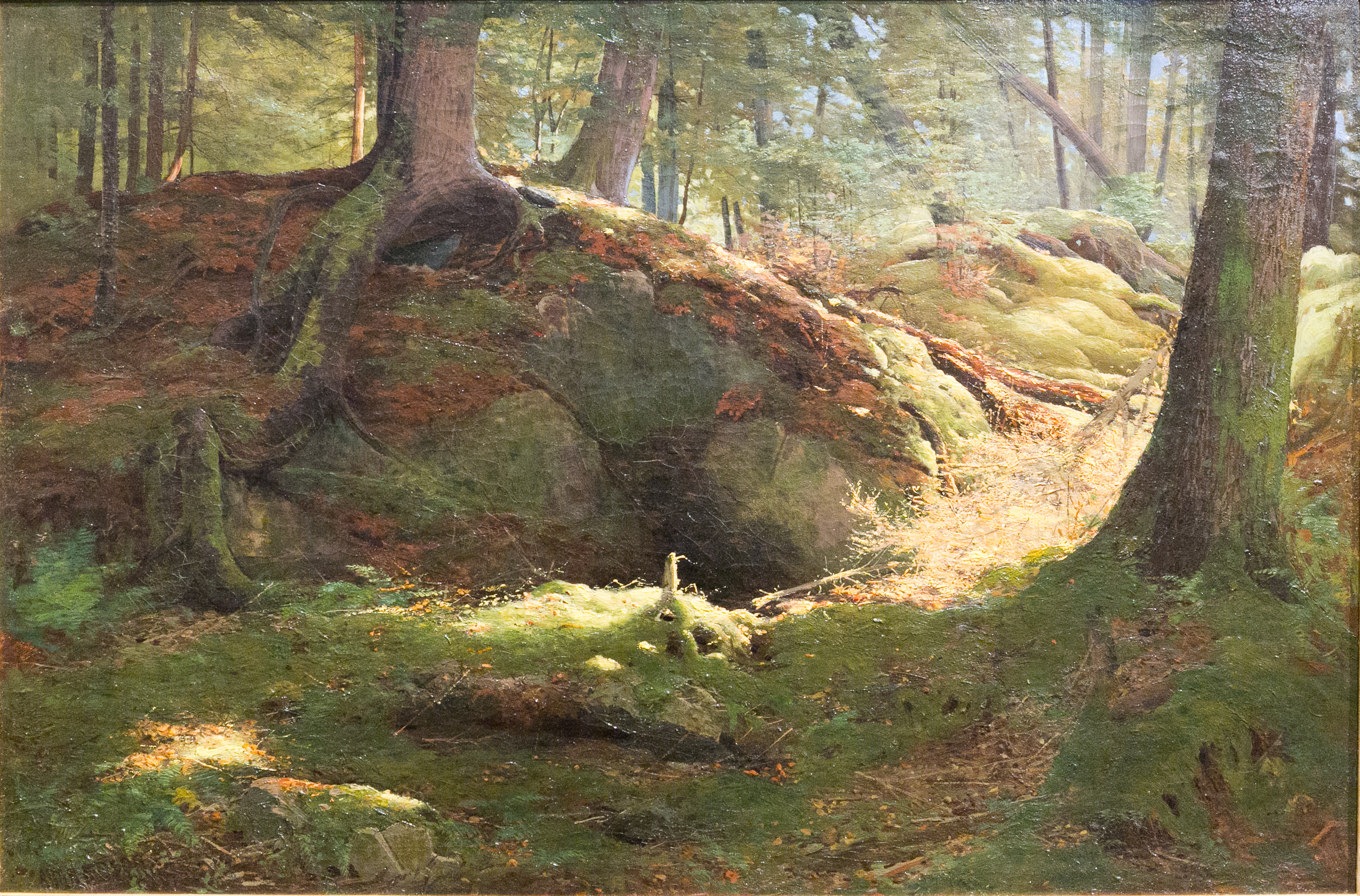
Allan Edson: Au fond des bois (Tief im Wald), 1870. Musée des beaux-arts de Montréal / The Montreal Museum of Fine Arts – MBAM

Aaron Allan Edson (* 18. Dezember 1846 in Stanbridge, Québec, Kanada; † 1. Mai 1888 in Glen Sutton, Québec) war ein kanadischer Landschaftsmaler des 19. Jahrhunderts.

## Leben

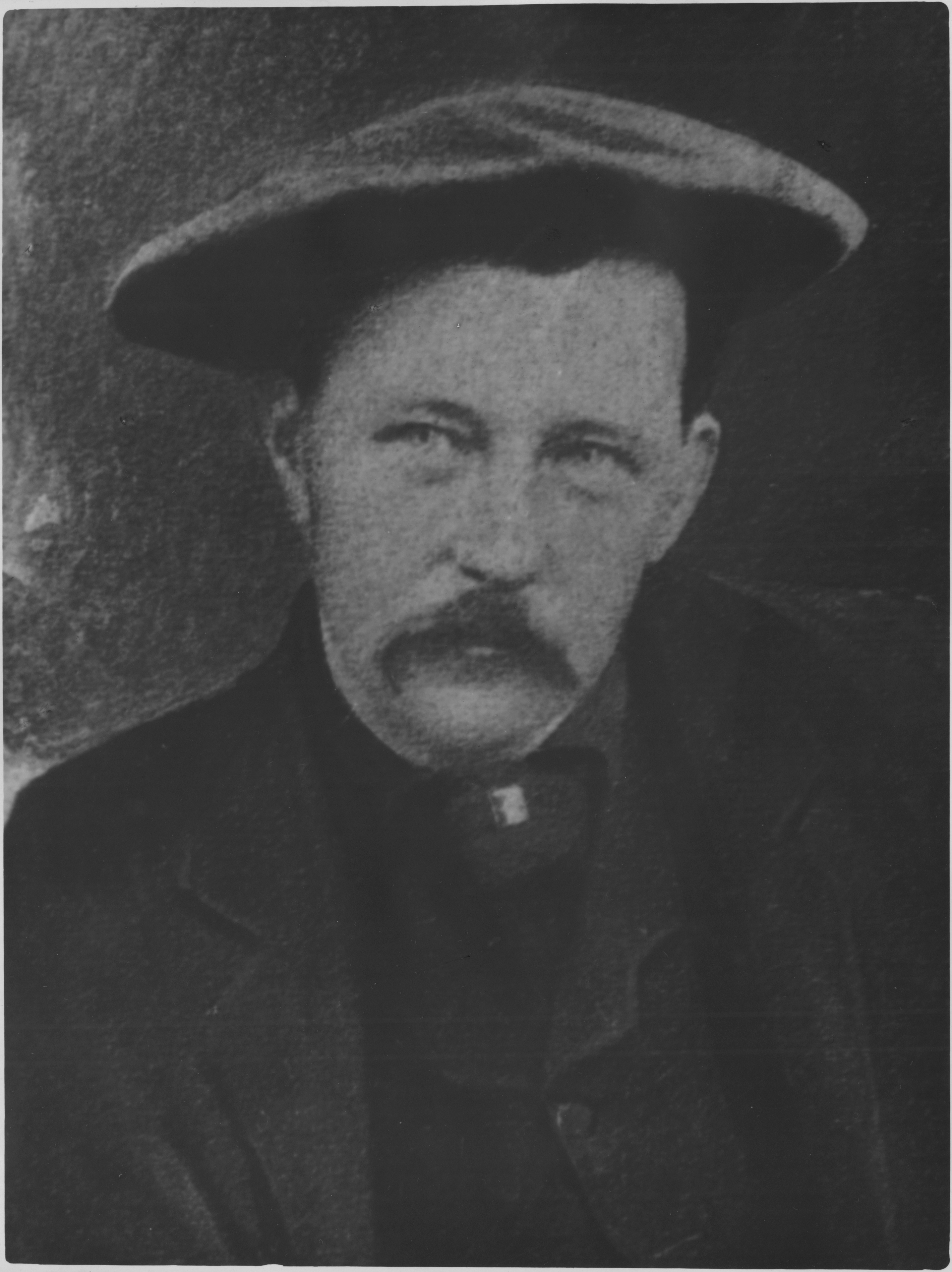
Aaron Allan Edson

Allan Edson wurde in den Eastern Townships in Kanada geboren. Als er neun Jahre alt war, zog seine Familie nach Stanbridge, wo sein Vater ein Hotel betrieb. In der Nähe befand sich eine Bank, die John Carpenter Baker gehörte, einem Kunstmäzen, der Allan Edson und einen anderen lokalen Maler, Wyatt Eaton, unterstützte, indem er ihren Kunstunterricht finanzierte und ihre Werke kaufte. Neben seiner künstlerischen Ausbildung erhielt Edson auch eine kaufmännische Grundausbildung. 1861 zog Allan Edson nach Montreal und arbeitete als Buchhalter für den Rahmenmacher und Kunsthändler Augustus Pell, der ihn in die lokale Kunstszene einführte. Um 1863 nahm er Unterricht bei dem amerikanischen Maler Robert Scott Duncanson, der während des Bürgerkriegs in Montreal lebte. Anschließend verbrachte er zwei Jahre in London, England, um seine Studien fortzusetzen.
Nach seiner Rückkehr nach Kanada wurde Allan Edson 1867 Gründungsmitglied der Society of Canadian Artists, der ersten kanadischen Künstlervereinigung, an deren erster Ausstellung er 1868 teilnahm. Er war auch eines der ersten Mitglieder der 1872 gegründeten Ontario Society of Artists und der 1880 unter königlicher Schirmherrschaft gegründeten Royal Canadian Academy of Arts. Bei einer seiner ersten Ausstellungen erwarb Prinzessin Louise einige seiner Werke für sich und ihre Mutter, Königin Victoria. Allan Edson stellte regelmäßig in ganz Kanada aus und präsentierte seine Werke auch in der Royal Academy of Arts in London, im Pariser Salon und auf Weltausstellungen wie der Centennial Exposition in Philadelphia und der Exposition Universelle in Antwerpen.
Anfang der 1880er Jahre lebte er in Frankreich, hauptsächlich in Cernay-la-Ville, wo er bei Léon Germain Pelouse, dem Gründer der École de Cernay, studierte. Von 1886 bis 1887 hielt er sich in London auf und kehrte dann nach Kanada zurück, wo er sich in Sutton, Quebec, niederließ. 1888 starb er an den Folgen einer Lungenentzündung, die er sich auf einer Expedition zum Malen von Winterlandschaften zugezogen hatte.

## Werk

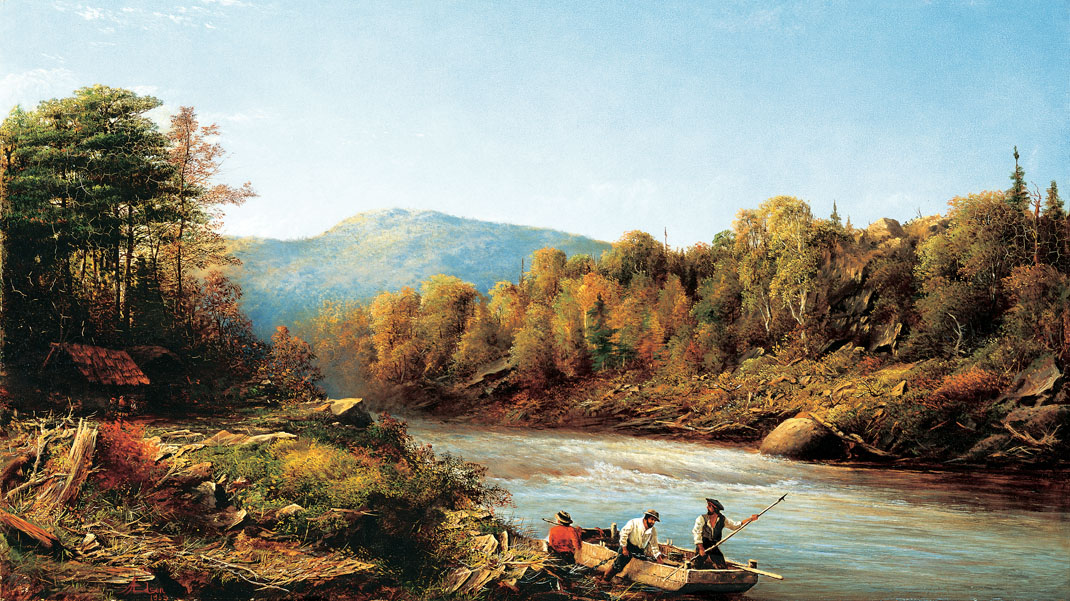
Bûcherons sur la rivière Saint-Maurice (Holzfäller auf dem Fluss Saint-Maurice), 1868

Allan Edsons Frühwerk weist Gemeinsamkeiten mit der Hudson River School auf, sein späterer Stil zeigt deutlich den Einfluss seiner Jahre in Frankreich. Edson verstand es, das, was er im Ausland gelernt hatte, an die charakteristische Rauheit der kanadischen Landschaft anzupassen. Allan Edson gilt als einer der bedeutendsten kanadischen Landschaftsmaler des 19. Jahrhunderts. Seine Werke zeigen oft detaillierte Darstellungen der kanadischen Natur und Landschaft. Seine bevorzugten Motive fand er in seiner Heimat, den Eastern Townships. Sein ganzes Leben lang beschäftigte er sich mit der Wirkung des Sonnenlichts, das durch die Blätter des Waldes fällt.